# Agrilus paramasculinus
Agrilus paramasculinus es una especie de insecto del género Agrilus, familia Buprestidae, orden Coleoptera.
Fue descrita científicamente por Champlain & Knull, 1923.